# أبيداع
أبيداع (بالعبرية: אֲבִידָע‏) حسب سفر التكوين 25 : 4، هو ابن مدين، وحفيد إبراهيم وامرأته قطورة. وإخوته: عيفة وعفر وحنوك وألدعة.
وفقًا لقاموس الكتاب المقدس في إيستون، فإن أبيداع تعني "أبو المعرفة" أو "العارف". يظهر الاسم فقط في سفر التكوين 25: 4 وسفر أخبار الأيام الأول 1:33. يستنتج إيستون أنه كان سلف قبيلة عربية.